# Савина, Анастасия Владимировна
Анастасия Владимировна Савина (в девичестве Ефимова, род. 19 июня 1994, Хотьково, Московская область) — российская футболистка, полузащитница.

## Биография
Воспитанница футбольной школы «Экостром» (Сергиев Посад), первый тренер — Александр Червяков. Помимо футбола, в детстве занималась хоккеем.
Во взрослом футболе начала выступать в сезоне 2011/12 в клубе «Россиянка». Свой дебютный матч в высшей лиге сыграла 10 мая 2012 года против «Мордовочки», заменив на 67-й минуте Анну Чоловяга. Этот матч остался для спортсменки единственным в первом сезоне, а её команда стала чемпионом России 2011/12. В следующем сезоне Ефимова со своим клубом завоевала серебряные награды. Всего в составе «Россиянки» футболистка провела 4 сезона, однако так и не закрепилась в основе клуба, сыграв за это время только 11 матчей в чемпионате.
В 2015 году перешла в «Чертаново», где провела 2 сезона, сыграв 16 матчей в высшей лиге. Свой единственный гол в чемпионате России забила 20 июня 2015 года в ворота клуба «Рязань-ВДВ». По окончании сезона 2016 года завершила профессиональную карьеру из-за травмы.
Играла в высшем дивизионе чемпионата России по пляжному футболу за московские «Локомотив» (2013—2014), РГАУ-МСХА (2015), «Строгино» (2019). Бронзовый призёр чемпионата России 2019 года.
На любительском уровне играла во второй половине 2010-х годов за ДЮСШ «Котельники» («Снежана-Котельники») и «Строгино» (Москва) в соревнованиях по мини-футболу. Участвовала в студенческих соревнованиях по футболу, мини-футболу и пляжному футболу. В 2022 году играла за клуб «ЛогоДор» в чемпионате Москвы по футболу 6x6 и турнире ВДНХ по футболу 5x5
Выступала за юниорскую и молодёжную сборную России по футболу.
С 2022 года защищает цвета клуба «10» в Медийной футбольной лиге. После замужества сменила фамилию на Савина. Потом сменила обратно..